# 국도 제40호선
국도 제40호선 (당진~공주선, 國道第四十號 唐津公州線)은 충청남도 당진시 합덕읍 운산1교 하부에서 공주시 신관동 전막 교차로를 연결하는 대한민국의 일반 국도이다. 본래는 충청남도 보령시에서 공주시를 연결하는 국도였으나 2009년 5월 서산영덕고속도로의 개통과 함께 고덕 나들목의 진출입로와 접해있는 지방도 제622호선의 일부 구간인 예산군 덕산면~당진시 합덕읍 구간이 국도로 승격되면서 당진시와 공주시를 연결하는 구간이 되었다.

## 역사
- 1981년 3월 14일: 국도 제40호선 대천~공주선 신설[1]
- 1981년 4월 16일: 국도로 승격된 보령군 대천읍 명천리~공주군 공주읍 중동 64.808km 구간 개통[2]
- 1981년 5월 30일: 대통령령 제10247호 일반국도노선지정령 개정에 따라 신설된 65km 구간으로 도로구역 결정[3]
- 1986년 5월 13일: 기점을 '충청남도 대천군 대천읍'에서 '충청남도 대천시'로 변경[4]
- 1987년 5월 26일: 기존 지정 구간인 부여군 외산면 갈산리~만수리 구간 폐지[5]
- 1988년 1월 20일: 성주터널(보령군 성주면 성주리) 630m 구간 개통, 기존 1.65km 구간 폐지[6]
- 1992년 1월 17일: 공주군 이인면 초봉리~용성리 584m 구간 개통, 기존 628m 구간 폐지[7]
- 1995년 2월 18일: 부여군 부여읍 용정리~가증리 1.1km 구간 개통, 기존 1.5km 구간 폐지[8]
- 1996년 7월 1일: 기점을 '충청남도 대천시'에서 '충청남도 보령시'로 변경함.[9]
- 1999년 7월 14일: 부여군 내산면 율암리 540m 구간 개통, 기존 470m 구간 폐지[10]
- 2000년 8월 31일: 공주시 탄천면 성리~삼각리 2.2km 구간 신설 개통, 기존 2km 구간 폐지[11]
- 2001년 8월 25일: 기점을 '충청남도 보령시'에서 '충청남도 예산군 덕산면'으로 연장함. 이에 따라 '예산~공주선'이 됨.[12]
- 2001년 10월 15일: 국도로 승격된 예산군 덕산면 둔리~보령시 명천동 61.1km 구간 개통[13]
- 2001년 11월 7일: 보령시 대천동~주포면 보령리 4.98km 구간 확장 개통, 기존 구간 폐지[14]
- 2002년 7월 10일: 홍성군 서부면 광리~갈산면 상촌리 4.11km 구간 확장 개통[15]
- 2006년 8월 14일: 공주시 탄천면 삼각리~웅진동 15.9km 구간 확장 개통, 기존 공주시 탄천면 삼각리~이인면 주봉리 9.8km 구간 폐지[16]
- 2006년 12월 22일: 거차지구 도로(홍성군 서부면 어사리) 800m 구간 개량 개통 및 기존 400m 구간 폐지[17], 이호1지구 도로(홍성군 서부면 이호리~광리) 1.5km 구간 개통 및 기존 400m 구간 폐지[18], 이호2지구 도로(홍성군 서부면 이호리) 720m 구간 개통 및 기존 400m 구간 폐지[19], 예산군 덕산면 외라리~내라리 870m 구간 개량 개통 및 기존 500m 구간 폐지[20]
- 2008년 11월 17일: 지방도 제622호선의 일부 구간인 예산군 덕산면~당진군 합덕읍 구간이 국도로 승격되어 기점이 충청남도 예산군 덕산면에서 당진군 합덕읍으로 변경됨. 이에 따라 노선명도 '예산~공주선'에서 '당진~공주선'으로 변경.[21], 국도로 승격된 당진군 합덕읍 운산리~예산군 덕산면 둔리 18.33km 구간 개통 및 기존 300m 구간 폐지[22]
- 2008년 12월 31일: 구룡~부여간 도로(부여군 구룡면 주정리~부여읍 동남리) 7.49km 구간 확장 개통[23]
- 2009년 12월 22일: 보령시 주교면 관창리~명천동 7.04km 구간 확장 개통, 기존 시내통과 8.5km 구간 폐지[24]
- 2009년 12월 31일: 부여군 부여읍 가탑리~공주시 탄천면 성리 12.33km 구간 확장 개통, 기존 부여군 부여읍 용정리~저석리 7.8km 구간과 탄천면 분강리~성리 1.0km 구간 폐지[25]
- 2020년 12월 31일: 홍성서부남당우회도로(홍성군 서부면 남당리~신리) 2.4km 구간 확장 개통, 기존 3.2km 구간 폐지[26]
- 2023년 12월 27일: 보령~부여간 도로(보령시 미산면 도화담리~부여군 구룡면 주정리 총 14.76 km 구간 확장 개통, 기존 11.5 km 구간 폐지[27]
- 2024년 12월 30일: 보령성주우회도로(보령시 남포면 읍내리~성주면 개화리) 총 4.4 km 구간 개통, 기존 보령시 명천동~성주면 개화리 7.7 km 구간 폐지[28]

## 주요 경유지
충청남도
- 당진시 합덕읍 - 예산군 (고덕면 · 봉산면 · 삽교읍 · 덕산면) - 홍성군 (갈산면 · 서부면) - 보령시 (천북면 · 오천면 · 청소면 · 주포면 · 주교면 · 죽정동 · 화산동 · 동대동 · 명천동 · 성주면 · 미산면) - 부여군 (외산면 · 내산면 · 구룡면 · 규암면 · 부여읍) - 공주시 (탄천면 · 이인면 · 태봉동 · 봉정동 · 웅진동 · 금성동 · 신관동)

## 노선
- (■): 자동차 전용도로 구간

상행은 당진 방면, 하행은 공주 방면이다. 전 구간 충청남도에 속한다.
| 이름                                    | 접속 노선                                                                    | 소재지                               | 소재지                                                     | 비고                                                                        |
| 지방도 제622호선과 직결                 | 지방도 제622호선과 직결                                                      | 지방도 제622호선과 직결              | 지방도 제622호선과 직결                                    | 지방도 제622호선과 직결                                                     |
| --------------------------------------- | ---------------------------------------------------------------------------- | ------------------------------------ | ---------------------------------------------------------- | --------------------------------------------------------------------------- |
| (운산1교 하부)                          | 국도 제32호선 (예당평야로) 지방도 제622호선 (예덕로)                         | 당진시                               | 합덕읍                                                     | 기점 하행 진출만 가능                                                       |
| 운곡교                                  |                                                                              | 당진시                               | 합덕읍                                                     |                                                                             |
| 석우 교차로                             | 합덕대덕로                                                                   | 당진시                               | 합덕읍                                                     |                                                                             |
| 재오리지입구                            | 재오지로                                                                     | 당진시                               | 합덕읍                                                     |                                                                             |
| 예덕 교차로                             | 호음오추길                                                                   | 예산군                               | 고덕면                                                     |                                                                             |
| 예덕교                                  |                                                                              | 예산군                               | 고덕면                                                     |                                                                             |
| 예당사거리                              | 예당산단로 몽곡2길                                                           | 예산군                               | 고덕면                                                     |                                                                             |
| 오추사거리                              |                                                                              | 예산군                               | 고덕면                                                     |                                                                             |
| 곱돌재                                  |                                                                              | 예산군                               | 고덕면                                                     |                                                                             |
| 도랑골삼거리                            |                                                                              | 예산군                               | 고덕면                                                     |                                                                             |
| 별암미사거리                            |                                                                              | 예산군                               | 고덕면                                                     |                                                                             |
| 고덕 나들목                             | 30호선 서산영덕고속도로                                                      | 예산군                               | 고덕면                                                     |                                                                             |
| 대천1 교차로                            | 지방도 제619호선 (한천로) 상덕로                                             | 예산군                               | 고덕면                                                     | 지방도 제619호선과 중복                                                     |
| 대천교                                  |                                                                              | 예산군                               | 고덕면                                                     | 지방도 제619호선과 중복                                                     |
| 한작 교차로                             | 고덕중앙로                                                                   | 예산군                               | 고덕면                                                     | 지방도 제619호선과 중복                                                     |
| 고덕회전 교차로                         | 지방도 제618호선 지방도 제619호선 (황금뜰로)                                 | 예산군                               | 고덕면                                                     | 지방도 제619호선과 중복                                                     |
| 고덕중학교                              |                                                                              | 예산군                               | 고덕면                                                     |                                                                             |
| 대지 교차로                             | 고덕중앙로 대지한곡길                                                        | 예산군                               | 봉산면                                                     |                                                                             |
| 사리2 교차로                            | 내석곡길 대지가장길                                                          | 예산군                               | 봉산면                                                     |                                                                             |
| 사리1 교차로                            | 사리서길 효교냉천길                                                          | 예산군                               | 봉산면                                                     |                                                                             |
| 효교 교차로                             | 효교1길                                                                      | 예산군                               | 봉산면                                                     |                                                                             |
| 효교교                                  |                                                                              | 예산군                               | 봉산면                                                     |                                                                             |
| 하평 교차로                             | 봉산로                                                                       | 예산군                               | 봉산면                                                     |                                                                             |
| 북문 교차로                             | 효창길                                                                       | 예산군                               | 봉산면                                                     |                                                                             |
| 덕산회전 교차로                         | 지방도 제609호선 (덕산우회도로) 예덕로                                       | 예산군                               | 봉산면                                                     | 지방도 제609호선과 중복                                                     |
| 읍내 교차로                             | 덕산온천로 봉운로 충의로                                                     | 예산군                               | 봉산면                                                     | 지방도 제609호선과 중복                                                     |
| 송산 교차로                             | 국도 제45호선 국가지원지방도 제70호선 (윤봉길로) 지방도 제609호선 (도청대로) | 예산군                               | 삽교읍                                                     | 지방도 제609호선과 중복 국도 제45호선과 중복 국가지원지방도 제70호선과 중복 |
| 신리대교                                |                                                                              | 예산군                               | 삽교읍                                                     | 국도 제45호선과 중복 국가지원지방도 제70호선과 중복                         |
| 덕산온천 교차로                         | 덕산온천로                                                                   | 예산군                               | 덕산면                                                     | 국도 제45호선과 중복 국가지원지방도 제70호선과 중복                         |
| 수덕사 교차로                           | 국도 제45호선 국가지원지방도 제70호선 (윤봉길로) 수덕사로                    | 예산군                               | 덕산면                                                     | 국도 제45호선과 중복 국가지원지방도 제70호선과 중복                         |
| 수덕사입구                              |                                                                              | 예산군                               | 덕산면                                                     |                                                                             |
| 외나사거리                              | 흥덕서로                                                                     | 예산군                               | 덕산면                                                     |                                                                             |
| 수덕초등학교                            |                                                                              | 예산군                               | 덕산면                                                     |                                                                             |
| 구성교                                  |                                                                              | 예산군                               | 덕산면                                                     |                                                                             |
| 가곡초등학교(폐교)                      |                                                                              | 홍성군                               | 갈산면                                                     |                                                                             |
| 내갈 교차로                             | 갈산로                                                                       | 홍성군                               | 갈산면                                                     |                                                                             |
| 홍성 나들목 (갈산 교차로)               | 15호선 서해안고속도로 국도 제29호선 (내포로)                                 | 홍성군                               | 갈산면                                                     | 국도 제29호선과 중복                                                        |
| 상촌교                                  |                                                                              | 홍성군                               | 갈산면                                                     | 국도 제29호선과 중복                                                        |
| 상촌 교차로                             | 국도 제29호선 (내포로) 상촌로 와룡로                                         | 홍성군                               | 갈산면                                                     | 국도 제29호선과 중복                                                        |
| 갈산 교차로                             | 백야로                                                                       | 홍성군                               | 갈산면                                                     |                                                                             |
| 상촌교                                  |                                                                              | 홍성군                               | 갈산면                                                     |                                                                             |
| 갈산터널                                |                                                                              | 홍성군                               | 갈산면                                                     | 상행 연장 375m 하행 연장 395m                                               |
| 오두 교차로 (오두교)                    | 갈산서길                                                                     | 홍성군                               | 갈산면                                                     |                                                                             |
| 와룡천교                                |                                                                              | 홍성군                               | 갈산면                                                     |                                                                             |
|                                         | 서부면                                                                       | 홍성군                               |                                                            |                                                                             |
| 광리 교차로                             | 국가지원지방도 제96호선 (천수만로) 서부서길                                  | 홍성군                               | 국가지원지방도 제96호선과 중복                             |                                                                             |
| 이호삼거리                              | 와룡로 이호길                                                                | 홍성군                               | 국가지원지방도 제96호선과 중복                             |                                                                             |
| 홍성서부중학교                          |                                                                              | 홍성군                               | 국가지원지방도 제96호선과 중복                             |                                                                             |
| (이름 없음)                             | 홍남서로285번길                                                              | 홍성군                               | 국가지원지방도 제96호선과 중복                             |                                                                             |
| 송촌삼거리                              | 국가지원지방도 제96호선 (홍남서로)                                           | 홍성군                               | 국가지원지방도 제96호선과 중복                             |                                                                             |
| (이름 없음)                             | 서부로43번길                                                                 | 홍성군                               |                                                            |                                                                             |
| 어사 교차로                             | 남당항로                                                                     | 홍성군                               |                                                            |                                                                             |
| 어사리정류소                            |                                                                              | 홍성군                               |                                                            |                                                                             |
| 내동마을입구                            | 남당항로264번길                                                              | 홍성군                               |                                                            |                                                                             |
| 남당 교차로                             | 남당항로                                                                     | 홍성군                               |                                                            |                                                                             |
| 내동 교차로                             | 남당항로140번길                                                              | 홍성군                               |                                                            |                                                                             |
| 소도 교차로                             | 남당항로                                                                     | 홍성군                               |                                                            |                                                                             |
| 신리 교차로                             | 홍보로 임해로                                                                | 홍성군                               |                                                            |                                                                             |
| 홍성교                                  |                                                                              | 홍성군                               |                                                            |                                                                             |
| 홍성방조제                              |                                                                              | 홍성군                               |                                                            |                                                                             |
|                                         | 보령시                                                                       | 천북면                               |                                                            |                                                                             |
| 천북삼거리                              | 보령시                                                                       | 천북면                               | 하궁길                                                     |                                                                             |
| 하만삼거리                              | 보령시                                                                       | 천북면                               | 천광로                                                     |                                                                             |
| 하만 교차로                             | 보령시                                                                       | 천북면                               | 하학로                                                     |                                                                             |
| 보령교                                  | 보령시                                                                       | 천북면                               |                                                            |                                                                             |
| 보령방조제                              | 보령시                                                                       | 천북면                               |                                                            |                                                                             |
|                                         | 보령시                                                                       | 오천면                               |                                                            |                                                                             |
| 소성삼거리                              | 보령시                                                                       | 지방도 제610호선 (충청수영로)        | 지방도 제610호선과 중복                                    |                                                                             |
| 신촌삼거리                              | 보령시                                                                       | 지방도 제610호선 (도미항로)          | 지방도 제610호선과 중복                                    |                                                                             |
| 갈현입구                                | 보령시                                                                       | 돌고개길                             | 청소면                                                     |                                                                             |
| 마강 교차로                             | 보령시                                                                       | 오천중앙로                           | 주포면                                                     |                                                                             |
| 오천과선교                              | 보령시                                                                       |                                      | 주포면                                                     |                                                                             |
| 주포사거리                              | 보령시                                                                       | 국도 제21호선 (충서로) 보령읍성길    | 주포면                                                     | 국도 제21호선과 중복                                                        |
| 봉당삼거리                              | 보령시                                                                       | 주포역길                             | 주포면                                                     | 국도 제21호선과 중복                                                        |
| 관산사거리                              | 보령시                                                                       | 관산길 주포역길                      | 주포면                                                     | 국도 제21호선과 중복                                                        |
| 충서로사거리                            | 보령시                                                                       |                                      | 주포면                                                     | 국도 제21호선과 중복                                                        |
| 주교사거리                              | 보령시                                                                       | 울계큰길                             | 주포면                                                     | 국도 제21호선과 중복                                                        |
| 관창교 관창2교                          | 보령시                                                                       |                                      | 주교면                                                     | 국도 제21호선과 중복                                                        |
| 관창 교차로 (관창1교)                   | 보령시                                                                       | 보령북로                             | 주교면                                                     | 국도 제21호선과 중복                                                        |
| 신대1교                                 | 보령시                                                                       |                                      | 주교면                                                     | 국도 제21호선과 중복                                                        |
| 봉황터널                                | 보령시                                                                       |                                      | 주교면                                                     | 국도 제21호선과 중복 연장 1,180m                                            |
| 봉황터널                                | 보령시                                                                       | 대천동                               |                                                            | 국도 제21호선과 중복 연장 1,180m                                            |
| 대천천교                                | 보령시                                                                       |                                      | 국도 제21호선과 중복                                       |                                                                             |
| 화산 교차로 (화산2교)                   | 보령시                                                                       | 국도 제36호선 국도 제77호선 (대청로) | 국도 제21, 77호선과 중복                                   |                                                                             |
| 화산1교 한내교 평산교 명암교 명천1교    | 보령시                                                                       |                                      | 국도 제21, 77호선과 중복                                   |                                                                             |
| 명천 교차로                             | 보령시                                                                       | 국도 제21호선 국도 제77호선 (충서로) | 국도 제21, 77호선과 중복                                   |                                                                             |
| 성주터널                                | 보령시                                                                       |                                      | 연장 710m                                                  |                                                                             |
| 성주터널                                | 보령시                                                                       | 성주면                               | 연장 710m                                                  |                                                                             |
| 성주삼거리                              | 보령시                                                                       | 심원계곡로                           |                                                            |                                                                             |
| 보령석탄박물관                          | 보령시                                                                       |                                      |                                                            |                                                                             |
| 개화예술공원                            | 보령시                                                                       |                                      |                                                            |                                                                             |
| 충남개화초등학교                        | 보령시                                                                       |                                      |                                                            |                                                                             |
| 개화삼거리                              | 보령시                                                                       | 지방도 제606호선 (만수로)            | 지방도 제606호선과 중복                                    |                                                                             |
| 개화교                                  | 보령시                                                                       |                                      | 지방도 제606호선과 중복                                    |                                                                             |
|                                         | 보령시                                                                       | 미산면                               | 지방도 제606호선과 중복                                    |                                                                             |
| 미산 교차로                             | 보령시                                                                       | 지방도 제606호선 (만수로)            | 지방도 제606호선과 중복                                    |                                                                             |
| 보령호 교차로                           | 보령시                                                                       | 보령호로                             |                                                            |                                                                             |
| 판미 교차로                             | 보령시                                                                       | 지방도 제617호선 (판미로)            |                                                            |                                                                             |
| 수리 교차로                             | 지방도 제606호선 (만수로)                                                    | 부여군                               | 외산면                                                     |                                                                             |
| 웅천천1교 웅천천2교                     |                                                                              | 부여군                               | 외산면                                                     |                                                                             |
| 외산터널                                |                                                                              | 부여군                               | 외산면                                                     | 연장 250m                                                                   |
| 만수 교차로 (웅천천3교)                 | 지방도 제606호선 (만수로)                                                    | 부여군                               | 외산면                                                     |                                                                             |
| 반교천교                                |                                                                              | 부여군                               | 외산면                                                     |                                                                             |
| 반교 교차로 (반교1교)                   | 성충로                                                                       | 부여군                               | 외산면                                                     | 상행 진출 불가 하행 진입 불가                                               |
| 반교터널                                |                                                                              | 부여군                               | 외산면                                                     | 연장 258m                                                                   |
| 반교 교차로 (갈산교)                    | 성충로                                                                       | 부여군                               | 외산면                                                     | 상행 진입 불가 하행 진출 불가                                               |
| 지티 교차로                             | 지방도 제613호선 (삽티로)                                                    | 부여군                               | 내산면                                                     |                                                                             |
| 온해 교차로                             | 온해로                                                                       | 부여군                               | 내산면                                                     |                                                                             |
| 온해1교                                 |                                                                              | 부여군                               | 내산면                                                     |                                                                             |
| 저동 교차로                             | 삼바실로                                                                     | 부여군                               | 내산면                                                     |                                                                             |
| 미암 교차로                             | 성충로                                                                       | 부여군                               | 내산면                                                     | 상행 진출 불가 하행 진입 불가                                               |
| 저동교                                  |                                                                              | 부여군                               | 내산면                                                     |                                                                             |
| 주암 교차로 (주암교)                    | 숙동로                                                                       | 부여군                               | 내산면                                                     |                                                                             |
| 운치 교차로 (죽림교)                    | 성충로질마재길                                                               | 부여군                               | 내산면                                                     |                                                                             |
| 안치교                                  |                                                                              | 부여군                               | 내산면                                                     |                                                                             |
| 율암 교차로                             | 성충로                                                                       | 부여군                               | 내산면                                                     |                                                                             |
| 율암교                                  |                                                                              | 부여군                               | 내산면                                                     |                                                                             |
|                                         | 구룡면                                                                       | 부여군                               |                                                            |                                                                             |
| 금사 교차로                             | 성충로                                                                       | 부여군                               |                                                            |                                                                             |
| 태양교                                  |                                                                              | 부여군                               |                                                            |                                                                             |
| 흥수 교차로                             | 흥수로                                                                       | 부여군                               |                                                            |                                                                             |
| 구룡 교차로                             | 국도 제4호선 (대백제로)                                                      | 부여군                               |                                                            |                                                                             |
| 주정1교                                 | 부두로                                                                       | 부여군                               | 상행 진입 불가 하행 진출 불가                              |                                                                             |
| 주정2교                                 |                                                                              | 부여군                               |                                                            |                                                                             |
| 구봉 교차로                             | 흥수로                                                                       | 부여군                               | 국도 제4호선과 중복                                        |                                                                             |
| 합송 교차로                             | 합송서로                                                                     | 부여군                               | 국도 제4호선과 중복                                        | 규암면                                                                      |
| 내리 교차로                             | 국도 제29호선 (은암로)                                                       | 부여군                               | 국도 제4호선과 중복                                        | 규암면                                                                      |
| 합송교                                  |                                                                              | 부여군                               | 국도 제4호선과 중복                                        | 규암면                                                                      |
| 규암 교차로                             | 지방도 제625호선 (충절로)                                                    | 부여군                               | 국도 제4호선과 중복                                        | 규암면                                                                      |
| 부여대교                                |                                                                              | 부여군                               | 국도 제4호선과 중복                                        | 규암면                                                                      |
|                                         | 부여읍                                                                       | 부여군                               | 국도 제4호선과 중복                                        |                                                                             |
| 부여 교차로                             | 성왕로                                                                       | 부여군                               | 국도 제4호선과 중복                                        |                                                                             |
| 왕포천교                                |                                                                              | 부여군                               | 국도 제4호선과 중복                                        |                                                                             |
| 대왕 교차로 (대왕교)                    | 금성로                                                                       | 부여군                               | 국도 제4호선과 중복                                        |                                                                             |
| 가탑 교차로                             | 국도 제4호선 (대백제로)                                                      | 부여군                               | 국도 제4호선과 중복                                        |                                                                             |
| 가탑교                                  |                                                                              | 부여군                               |                                                            |                                                                             |
| 동문삼거리                              | 가탑로                                                                       | 부여군                               |                                                            |                                                                             |
| 대향로로터리                            | 지방도 제651호선 (북포로) 성왕로                                             | 부여군                               |                                                            |                                                                             |
| 용정교                                  |                                                                              | 부여군                               |                                                            |                                                                             |
| 용정 교차로                             | 삼충로                                                                       | 부여군                               |                                                            |                                                                             |
| 정동 교차로                             | 지방도 제625호선 (백제문로)                                                  | 부여군                               |                                                            |                                                                             |
| 정동교                                  |                                                                              | 부여군                               |                                                            |                                                                             |
| 자왕 교차로 (자왕IC교)                  | 삼충로 백제문화로429번길                                                     | 부여군                               |                                                            |                                                                             |
| 자왕교                                  |                                                                              | 부여군                               |                                                            |                                                                             |
| 신정 교차로 (신정육교)                  | 지방도 제651호선 (북포로)                                                    | 부여군                               | 지방도 제651호선과 중복 상행 진입 불가 하행 진출 불가      |                                                                             |
| 신정교                                  |                                                                              | 부여군                               | 지방도 제651호선과 중복                                    |                                                                             |
| 왕진 교차로                             | 지방도 제645호선 (왕진로)                                                    | 부여군                               | 지방도 제645, 651호선과 중복                               |                                                                             |
| 저석 교차로 (저석교)                    | 지방도 제651호선 (백제큰길)                                                  | 부여군                               | 지방도 제645, 651호선과 중복 상행 진출 불가 하행 진입 불가 |                                                                             |
| 오촌 교차로 (오촌교)                    | 삼충로                                                                       | 부여군                               | 지방도 제645호선과 중복 상행 진입 불가 하행 진출 불가      |                                                                             |
| 분강 교차로                             | 금우사길 분창양달길                                                          | 공주시                               | 탄천면                                                     | 지방도 제645호선과 중복                                                     |
| 성리 교차로 (성리교)                    | 통산로                                                                       | 공주시                               | 탄천면                                                     | 지방도 제645호선과 중복 상행 진출 불가 하행 진입 불가                       |
| 탄천교                                  | 지방도 제645호선 지방도 제799호선 (금백로)                                   | 공주시                               | 탄천면                                                     | 지방도 제645호선과 중복 하행 진출만 가능                                    |
| 삼각 교차로 (탄천1교)                   | 통산로 삼거리1길                                                             | 공주시                               | 탄천면                                                     |                                                                             |
| 신기령                                  |                                                                              | 공주시                               | 탄천면                                                     |                                                                             |
|                                         | 이인면                                                                       | 공주시                               |                                                            |                                                                             |
| 달산 교차로                             | 국가지원지방도 제96호선 (검바위로)                                           | 공주시                               | 국가지원지방도 제96호선과 중복                             |                                                                             |
| 달산교                                  |                                                                              | 공주시                               | 국가지원지방도 제96호선과 중복                             |                                                                             |
| 이인 교차로 (이인교)                    | 지방도 제697호선 (금광로) 물방아길                                           | 공주시                               | 국가지원지방도 제96호선과 중복                             |                                                                             |
| 이인1교 이인2교 용성1교 용성2교 주봉1교 |                                                                              | 공주시                               | 국가지원지방도 제96호선과 중복                             |                                                                             |
| 주봉 교차로 (주봉2교)                   | 검바위로                                                                     | 공주시                               | 국가지원지방도 제96호선과 중복                             |                                                                             |
| 주봉3교 주봉육교 밤갓육교               |                                                                              | 공주시                               | 국가지원지방도 제96호선과 중복                             |                                                                             |
| 태봉 교차로 (태봉교)                    | 우금티로 모새골길                                                            | 공주시                               | 국가지원지방도 제96호선과 중복                             | 금학동                                                                      |
| 봉정 교차로 (봉정1교)                   | 우금티로                                                                     | 공주시                               | 국가지원지방도 제96호선과 중복 상행 진출입만 가능          | 금학동                                                                      |
| 봉정2교                                 |                                                                              | 공주시                               | 국가지원지방도 제96호선과 중복                             | 금학동                                                                      |
| 남공주 나들목                           | 25호선 논산천안고속도로                                                      | 공주시                               | 국가지원지방도 제96호선과 중복                             | 금학동                                                                      |
| 봉정3교                                 |                                                                              | 공주시                               | 국가지원지방도 제96호선과 중복                             | 금학동                                                                      |
| 검상 교차로 (검상육교)                  | 검상안길                                                                     | 공주시                               | 국가지원지방도 제96호선과 중복                             | 금학동                                                                      |
| 새재 교차로 (새재육교)                  | 승방길                                                                       | 공주시                               | 국가지원지방도 제96호선과 중복                             | 금학동                                                                      |
| 경찰서앞 교차로                         | 무령로                                                                       | 공주시                               | 국가지원지방도 제96호선과 중복                             | 웅진동                                                                      |
| 문예회관 교차로                         | 고마나루길                                                                   | 공주시                               | 국가지원지방도 제96호선과 중복                             | 웅진동                                                                      |
| 공주중학교 공주교육지원청 왕릉교        |                                                                              | 공주시                               | 국가지원지방도 제96호선과 중복                             | 웅진동                                                                      |
| 공산성 회전교차로                       | 웅진로                                                                       | 공주시                               | 국가지원지방도 제96호선과 중복                             | 웅진동                                                                      |
| 공산성                                  |                                                                              | 공주시                               | 국가지원지방도 제96호선과 중복                             | 웅진동                                                                      |
| 금강철교                                |                                                                              | 공주시                               | 국가지원지방도 제96호선과 중복                             | 웅진동                                                                      |
|                                         | 신관동                                                                       | 공주시                               | 국가지원지방도 제96호선과 중복                             |                                                                             |
| 전막 교차로                             | 국도 제32호선 국가지원지방도 제96호선 (금벽로) 전막1길                       | 공주시                               | 종점 국가지원지방도 제96호선과 중복                        |                                                                             |

기존 구간 (2010년 이전 노선)
- 보령시 관창 교차로 - 관창사거리 - 충남정심원 - 점촌사거리 - 주포교 - 신대사거리 - 관촌사거리 - 보령교육지원청 - 파레스삼거리 - 보령시자원봉사센터 - 신평사거리 - 보령시립중앙도서관 - 한내교사거리 - 한내대교 - 보령해양경찰서 - 동대사거리 - 주공사거리 - 수청사거리 - 대천중학교 - 보령도서관 - 보령고용복지센터 - 한내초등학교 - 대천4동 행정복지센터 - 시청삼거리 - 보령시청 - 보령문화예술회관 - 명천 교차로

## 도로명
- 충청남도
  - 당진시 합덕읍 운산1교 하부~예산군 삽교읍 상하리: 예덕로
  - 예산군 삽교읍 상하리~송산 교차로: 도청대로
  - 예산군 삽교읍 송산 교차로~덕산면 수덕사 교차로: 윤봉길로
  - 예산군 덕산면 수덕사 교차로~홍성군 갈산면 갈산 교차로: 수덕사로
  - 홍성군 갈산면 갈산 교차로~상촌 교차로: 내포로
  - 홍성군 갈산면 상촌 교차로~서부면 광리 교차로: 천수만로
  - 홍성군 서부면 광리 교차로~어사 교차로: 서부로
  - 홍성군 서부면 어사 교차로~남당 교차로: 남당항로
  - 홍성군 서부면 남당 교차로~신리 교차로: 남당관광로
  - 홍성군 서부면 신리 교차로~보령시 오천면 소성삼거리: 홍보로
  - 보령시 오천면 소성삼거리~주포면 주포사거리: 충청수영로
  - 보령시 주포면 주포사거리~대천동 명천 교차로: 충서로
  - 보령시 대천동 명천 교차로~성주면 개화삼거리: 성주산로
  - 보령시 성주면 개화삼거리~부여군 외산면 외산사거리: 만수로
  - 부여군 외산면 외산사거리~내산면 미암 교차로: 성충로
  - 부여군 내산면 미암 교차로~율암 교차로: 내산로
  - 부여군 내산면 율암 교차로~구룡면 구룡삼거리: 성충로
  - 부여군 구룡면 구룡삼거리~구봉 교차로: 흥수로
  - 부여군 구룡면 구봉 교차로~부여읍 가탑 교차로: 대백제로
  - 부여군 부여읍 가탑 교차로~대향로로터리: 성왕로
  - 부여군 부여읍 대향로로터리~공주시 웅진동 경찰서앞 교차로: 백제문화로
  - 공주시 웅진동 경찰서앞 교차로~공산성 회전교차로: 왕릉로
  - 공주시 웅진동 공산성 회전교차로~신관동 전막 교차로: 웅진로